# Маркус Нордлунд
Маркус Нордлунд (фін. Markus Nordlund; 27 липня 1985, м. Еурайокі, Фінляндія) — фінський хокеїст, захисник.

## Ігрова кар'єра
Маркус почав свою кар'єру хокеїста у клубі «Хоккі» (Каяані). У двадцятирічному віці дебютує у СМ-лізі за клуб Лукко, але отримав ушкодження, через що старт наступного сезону провів у клубі «Форссан Паллосеура». Зрештою потрапив до клубу КалПа (Куопіо), де провів 13 матчів, а сезон закінчив у клубі «Лукко» провівши 11 матчів та набрав чотири очки (1+3). 
У квітні 2008 року, Нордлунд підписує дворічний контракт з клубом ТПС (Турку). Він став одним з провідних захисників команди, в сезоні 2008/09 років зіграв 56 матчів та набрав 23 очка (9 + 14). В наступному сезоні на його рахунку 21 очко (6 + 15) та золото фінського чемпіонату, в тому ж році у травні Нордлунд продовжив на один рік контракт з ТПС. У сезоні 2010/11 років він здійснив справжній прорив в СМ-лізі вигравши приз найкращого захисника чемпіонату набравши 36 очок (16 + 20).
У сезоні 2011/12 років Маркус укладає контракт з клубом Йокеріт. Цей сезон Нордлунд закінчує на третьому місці та завойвав бронзові нагороди чемпіонату, у тому ж році, у грудні він продовжує контракт з «Йокерітом» ще на один рік.  
У серпні 2013 року Маркус уклав контракт з клубом Національної ліги А Амбрі-Піотта. В грудні того ж року стає переможцем Кубка Шпенглера у складі іншого швейцарського клубу ХК «Серветт-Женева».
Сезон 2013/14 років виступає за «Юргорден» у шведській Елітсерії.
У листопаді 2015 року повернувся до швейцарського клубу Амбрі-Піотта. Наступний сезон провів у складі команди «Ваасан Спорт».
Надалі захищав кольори команд «Крефельд Пінгвін» та «Больцано».
Нордлунд відіграв тринадцять матчів у складі молодіжної збірної Фінляндії. У складі національної збірної дебютував на Кубку Першого каналу в грудні 2010 року, коли замінив травмованого Ілкка Хейккінена. 16 грудня на матчі відкриття проти збірної Чехії, а також 19 грудня проти Росії.

## Нагороди та досягнення
- Чемпіон Фінляндії у складі ТПС — 2010.
- Приз найкращого захисника ліги — 2011
- Володар Кубка Шпенглера — 2013.